# Fußball-Weltmeisterschaft 1934/Argentinien
Dieser Artikel behandelt die argentinische Fußballnationalmannschaft bei der Fußball-Weltmeisterschaft 1934 in Italien.

## Qualifikation
Argentinien musste in Gruppe 10 keine Qualifikationsspiele bestreiten, da Gegner Chile seine Bewerbung bereits zurückgezogen hatte.
| Argentinien | – | Chile | Chile verzichtete |

## Aufgebot
| Name                | Verein                        | Geburtstag    | Spiele   | aTorea   | Platzverw. |
| Torhüter            | Torhüter                      | Torhüter      | Torhüter | Torhüter | Torhüter   |
| ------------------- | ----------------------------- | ------------- | -------- | -------- | ---------- |
| Héctor Freschi      | Sarmiento de Resistencia      | 22. Mai 1911  | 1        | 0        | 0          |
| Ángel Grippa        | Club Sportivo Alsina          | 2. März 1914  | 0        | 0        | 0          |
| Abwehr              |                               |               |          |          |            |
| Ramón Astudillo     | Club Atlético Colón           | ?             | 0        | 0        | 0          |
| Ernesto Belis       | Defensores de Belgrano        | 1. Feb. 1909  | 1        | 1        | 0          |
| Enrique Chimento    | Barracas Central              | ?             | 0        | 0        | 0          |
| Juan Pedevilla      | Estudiantil Porteño           | 6. Juni 1909  | 1        | 0        | 0          |
| Mittelfeld          |                               |               |          |          |            |
| Ernesto Albarracín  | CA Tigre                      | 25. Sep. 1907 | 0        | 0        | 0          |
| Arcadio López       | Club Sportivo Buenos Aires    | 15. Sep. 1910 | 1        | 0        | 0          |
| Alfonso Lorenzo     | Barracas Central              | ?             | 0        | 0        | 0          |
| José Nehin          | Club Sportivo Desamparados    | 13. Okt. 1905 | 1        | 0        | 0          |
| Constantino Urbieta | CD Godoy Cruz                 | 12. Aug. 1907 | 1        | 0        | 0          |
| Angriff             |                               |               |          |          |            |
| Alfredo Devincenzi  | Ambrosiana-Inter              | 9. Juni 1907  | 1        | 0        | 0          |
| Alberto Galateo     | Unión de Santa Fe             | 4. Mai 1912   | 1        | 1        | 0          |
| Roberto Irañeta     | Gimnasia y Esgrima de Mendoza | 21. März 1915 | 1        | 0        | 0          |
| Luis Izzeta         | Defensores de Belgrano        | 1. Jan. 1903  | 0        | 0        | 0          |
| Francisco Pérez     | Club Almagro                  | ?             | 0        | 0        | 0          |
| Francisco Rúa       | Club Sportivo Dock Sud        | 4. Feb. 1911  | 1        | 0        | 0          |
| Federico Wilde      | Unión de Santa Fe             | 1909          | 1        | 0        | 0          |
| Trainer             |                               |               |          |          |            |
| Felipe Pascucci     | Italien 1861                  | 24. Juni 1907 |          |          |            |

## Spielergebnisse

### Achtelfinale
|                                           |   |             |           |
| So., 27. Mai 1934 um 16:30 Uhr in Bologna |   |             |           |
| Schweden                                  | – | Argentinien | 3:2 (1:1) |

Argentinien reiste lediglich mit einer Reservemannschaft an, die nicht mit derjenigen zu vergleichen war, die 1930 noch Vize-Weltmeister geworden war. Dennoch war sie den Schweden ebenbürtig und konnte bereits nach drei Minuten durch Verteidiger Ernesto Belis in Führung gehen, kassierte aber schon sechs Minuten später den Ausgleich durch Sven Jonasson. Nach dem Seitenwechsel gingen die Argentinier durch Alberto Galateo wieder früh in Führung, mussten aber nach einer guten Stunde erneut durch Sven Jonasson den Ausgleich hinnehmen. In der 80. Minute erzielte dann Knut Kroon den 3:2-Siegtreffer, dem Argentinien nichts mehr entgegensetzen konnte. Der Vize-Weltmeister war damit nach zweimaliger Führung in der ersten Runde ausgeschieden.